# Limburgse hommel
De Limburgse hommel (Bombus pomorum) is een vliesvleugelig insect uit de familie bijen en hommels (Apidae). De wetenschappelijke naam is gepubliceerd in 1805 door Panzer. De soortaanduiding pomorum verwijst naar de voorliefde voor appelbloesems. De laatste waarneming van de Limburgse Hommel was in 1948. De soort wordt gezien als uitgestorven.